# Zollamtsbrücke
Le Zollamtsbrücke est un pont de Vienne sur la rivière du même nom entre les arrondissements d'Innere Stadt et de Landstrasse.

## Géographie
Le pont se situe sur la ligne U4 du métro entre Landstrasse et Schwedenplatz et juste avant la confluence avec le canal du Danubeprès de l'Urania. Juste au-dessus du Zollamtsbrücke se trouve le Zollamtssteg, un pont pour les piétons et les cyclistes.

## Histoire
Le Zollamtsbrücke est construit en 1900, dans le cadre de la Wienflussregulierung, dans le cadre de la régulation de la Vienne et l'édification de la Stadtbahn. Comme tous les bâtiments de la Stadtbahn, l'architecte est Otto Wagner. Le nom est donné en raison du bureau central des douanes de Vienne, situé au sud de la rivière. Le pont traverse diagonalement la rivière Wien et forme un angle de 30°22' avec les culées.
Dans les années 1970, la transition vers l'exploitation du métro commence. Un troisième rail est installé. Depuis 1978, la ligne U4 circule sur le rail.
En 2004, pour la première fois en Europe, des traverses en bois artificiel FFU sont utilisées.

## Source de la traduction
- (de) Cet article est partiellement ou en totalité issu de l’article de Wikipédia en allemand intitulé « Zollamtsbrücke » (voir la liste des auteurs).